# 管長
管長（かんちょう）是日本宗教團體的最高指導者之職（首長）。

## 沿革
- 1872年（明治5年），明治政府命令各宗教設置管長作為統括者。
- 1874年（明治7年），命令由各宗變更為各宗派設置管長。[1]

## 關連項目
- 教務總長
- 執事長
- 真柱 - 天理教管長終戰後的稱呼
- 耶穌基督後期聖徒教會 - 教會高層以大管長稱呼

## 外部連結
- コトバンク＞管長 （页面存档备份，存于）